# Mote (cucina)

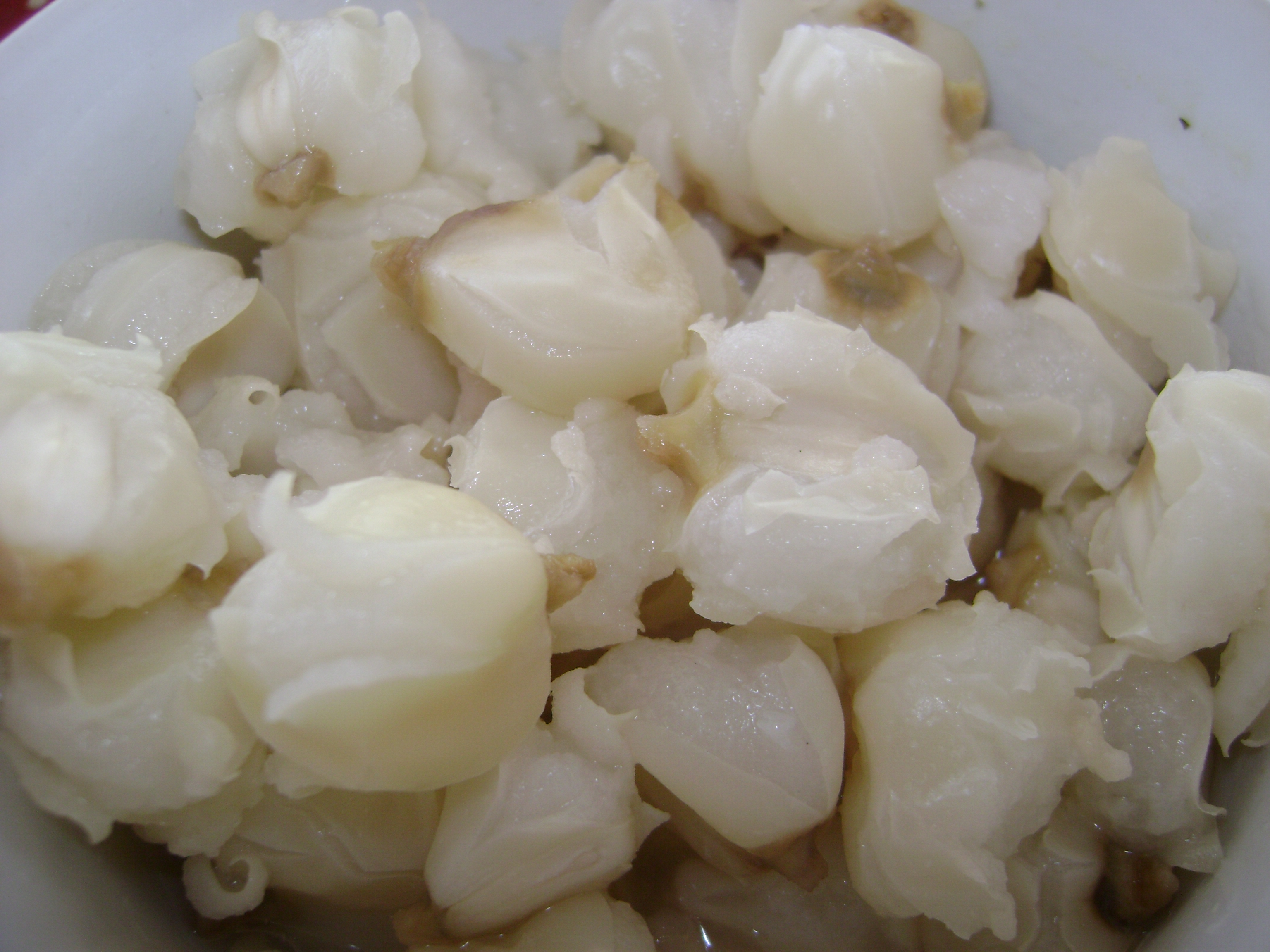
Mote di mais peruviano.

In gastronomia, mote (dal checiua, mut'i) è un termine generico per indicare una serie di diversi cereali e legumi cotti in acqua, impiegati come alimento in regioni del Sudamerica.

## Origine
Il mote, nel contesto gastronomico; ha origine nelle civiltà che abitavano la regione andina, dove cereali come il mais e vari legumi erano coltivati e utilizzati come base alimentare. Queste civiltà hanno sviluppato tecniche di cottura e di preparazione per sfruttare al meglio le risorse disponibili. La sua preparazione consisteva nel cuocere in acqua i cereali o i legumi, teneri o maturi, sgusciati o sbucciati. A seconda della zona geografica e degli ingredienti disponibili, venivano utilizzati diversi tipi di cereali, come mais, grano, quinoa, tra gli altri.
Attualmente, il mote è ancora apprezzato e consumato in diverse preparazioni culinarie in Sudamerica. La sua versatilità e il suo valore nutrizionale lo rendono un alimento importante, sia nella cucina tradizionale che in quella contemporanea.